# 운곡면
운곡면(雲谷面)은 대한민국 충청남도 청양군의 면이다. 동쪽으로는 대치면과 공주시 신풍면, 서쪽으로는 비봉면과 예산군 광시면, 남쪽으로는 청양읍, 북쪽으로 예산군 신양면과 접해있다.

## 행정 구역
- 광암리
- 모곡리
- 미량리
- 신대리
- 영양리
- 위라리
- 추광리
- 효제리
- 후덕리

## 교육
- 국제문화대학원대학교
- 운곡초등학교 (신대리)
- 광암초등학교 (폐교) - 청신로 1341-4 (광암리)